# 朱勛潪
瀋惠王朱勛潪（1490年—1524年），明朝宗室，追封瀋安王朱詮鉌的嫡第一子，瀋莊王朱幼㙾之孫，明太祖之來孫。明朝第二代靈川王。

## 生平
他在正德八年（1513年）襲封靈川王，後在嘉靖三年（1524年）去世，諡號恭裕。嫡長子朱胤栘襲封靈川王。
後來朱胤栘在嘉靖十年（1531年）後因瀋懷王朱胤榿無子而嗣封瀋王，并追封生父朱勛潪為瀋王，諡號惠；而朱勛潪的嫡次子朱胤榳則在嘉靖三十七年（1558年）七月被明朝廷封為德平王，以承繼靈川王家族的香火。